# Szent Mihály és Gábriel arkangyalok fatemplom (Középvárca)
A Szent Mihály és Gábriel arkangyalok fatemplom műemlékké nyilvánított épület Romániában, Máramaros megyében. A romániai műemlékek jegyzékében az  MM-II-m-B-04601 sorszámon szerepel.